# 泰奥多尔·马克西姆·加赞
奥诺雷·泰奥多尔·马克西姆·加赞·德·拉佩里埃（法語：Honoré Théodore Maxime Gazan de la Peyrière，法語發音：[ɔnɔʁe teɔdɔʁ maksim ɡazɑ̃ də la peʁjɛʁ]；1765年10月29日—1845年4月9日）是一位参加过法国大革命战争和拿破仑战争的法国将军。
加赞最初在法国海岸警卫队担任炮手，开始了他的军事生涯。他后来被任命为皇家海岸救助队成员，并在1789年法国大革命开始时加入了法国国民自卫军。在上莱茵河谷和荷兰服役后，他于1799年加入瑞士的安德烈·马塞纳军团，参加了温特图尔战役和第一次苏黎世战役。1805年8月，加赞指挥了一个在乌尔姆包围奥地利人的陆军师。11月11日，在爱德华·莫蒂埃的领导下，他的师在维也纳的进攻中组成法军前卫。但由于莫蒂埃的行军线路过长，加赞的步兵师被库图佐夫的联军部队包围；加赞的步兵师在迪恩施泰因战役中损失了40%的兵力。在耶拿-奥尔施泰特战役中击败普鲁士后，他与让·拉纳一起到伊比利亚半岛作战。在那里，他参加了法国对萨拉戈萨的占领以及半岛战争的几次重要军事行动，包括拉阿尔武埃拉之战和维多利亚战役。
在百日王朝期间，加赞重回拿破仑的部队，但他没有在战场上指挥部队。1815年，他参与了米歇尔·内伊的叛国罪审判，但拒绝作出判决。他在1820年代曾短暂涉足政治，但未成功。1830年，他成为法国贵族，在马赛担任师长，但此时已经年老，加赞于1832年退休，1845年去世。

## 家庭和早年生活
加赞出生在滨海阿尔卑斯省的格拉斯。他的父亲是一名律师，将他送到索雷兹学院，在那里他接受了军事训练。15岁时，加赞在安提比斯海岸警卫队炮兵团担任少尉。1786 年，他被任命为皇家海岸救助队成员。之后他也加入了共济会。

## 法国大革命战争
1789年法国大革命爆发时，加赞返回格拉斯并加入国民自卫军。1790年，他成为一名上尉，并于1791年成为瓦尔省志愿营的中校。1792年，随着法国对奥地利的宣战，他被派往第27团。他的团首先在斯特拉斯堡担任驻军，但在1793年12月，他的部队参加了维桑堡战役。1794年5月，加赞成为新的第54旅的营长（只有正常旅编制的一半）。7月4日，他的部队在库彭海姆击溃了普鲁士人，让普鲁士人相信法军的人数已经超过了他们。加赞于7月11日被提升为上校，并带领他的部队在特里普施塔特战胜了普鲁士人。
1796年，他加入了莱茵军团，由让·维克多·莫罗指挥。这是他的第一次战役，他被提升为准将，以表彰他在埃特林根战役中的杰出成就。加赞于1796年11月22日受伤并被送往斯特拉斯堡的医院养伤，在那里他遇到了玛丽·马德琳·赖斯（Marie Madeleine Reiss）。两人结婚后，她经常陪他前往战场，夫妻育有几个孩子。

### 瑞士战役
1799年4月4日，加赞的上司兼朋友安德烈·马塞纳将他调往当时位于瑞士东北部高原的多瑙河军团。在那里，他在瑞士北部的小镇温特图尔指挥了一个弱小的（人手不足的）步兵旅。5月26日，新上任的师长米歇尔·内伊指挥前线保护苏黎世的法军主力。第二天，弗里德里希·冯·霍茨近8,000名久经沙场、经验丰富的奥地利边防部队抵达。在随后的冲突中，内伊命令加赞的人手不足的旅到法军阵线中心，在那里法军很快就被奥军的进攻摧毁。撤退时，法军安全地穿过了一座横跨一条小河的桥，为了保护步兵撤退免受奥地利人的攻击，受伤的内伊将指挥权交给了加赞，后者组织并成功地进行了撤退。
几天后，在第一次苏黎世战役（1799年6月4日）中，奥军击败了法军。作为多瑙河陆军第五师的一部分，在马塞纳的部队脱离卡尔大公的军队并撤离利马特河后，加赞再次指挥后卫部队。那年晚些时候，他在第二次苏黎世战役（9月27日）中面对奥地利和俄罗斯的联合部队。他的师击退了利马特河的俄国前哨。随后，他参加了对奥地利人的疯狂追击，为法国取得了决定性的胜利。他被提升为师长，并继续在瑞士与联军作战。
1800年，加赞作为苏尔特军团的师长随同意大利马塞纳的军队。加赞的部队有约4,500人。当苏尔特的军团在意大利北部中部作战时，马塞纳在热那亚被一支24,000人的奥地利军队和一个英国海军中队围攻。苏尔特将他的军团移至东部以解救热那亚。作为苏尔特军团的一部分，加赞参加了博切塔山口的战斗（4月9日），在那里他指挥了法军右翼，并再次参加了萨塞罗战役（4月10日）。在这两次冲突中，敌军的人数是法军的三倍，法军伤亡惨重。本月晚些时候，他参加了沃尔特里的冲突（4月18日）。为了在热那亚解救马塞纳，苏尔特组织了几次袭击城市周围强大的奥地利阵地。在蒙特克雷托（5月13日），加赞的师和苏尔特的主力第一纵队（约5,000人）袭击了由霍亨索伦亲王指挥的7,000人的奥地利阵地。苏尔特被俘，约瑟夫·佩兰旅将军被杀，骑兵指挥官让·约瑟夫·戈蒂埃受重伤。从热那亚的城墙可以看出这场失败，导致法国驻军的士气大跌；许多部队已经接近哗变，而且食物稀缺。受伤的加赞将他的部队带到洛萨诺并加入路易·斯加布里埃尔·絮歇的部队。在那里，他指挥了意大利军队的一个师，在波佐洛战役中与奥地利人作战并取得了胜利。他在皮埃蒙特被任命为第27军第一师师长。1801年和平协议签署后，加赞回到家乡，但在他回来后不久，他被任命为意大利北部一个旅的指挥官，并一直待在那里直到1804年法兰西第一帝国宣布成立。

## 拿破仑战争

### 迪恩施泰因和耶拿

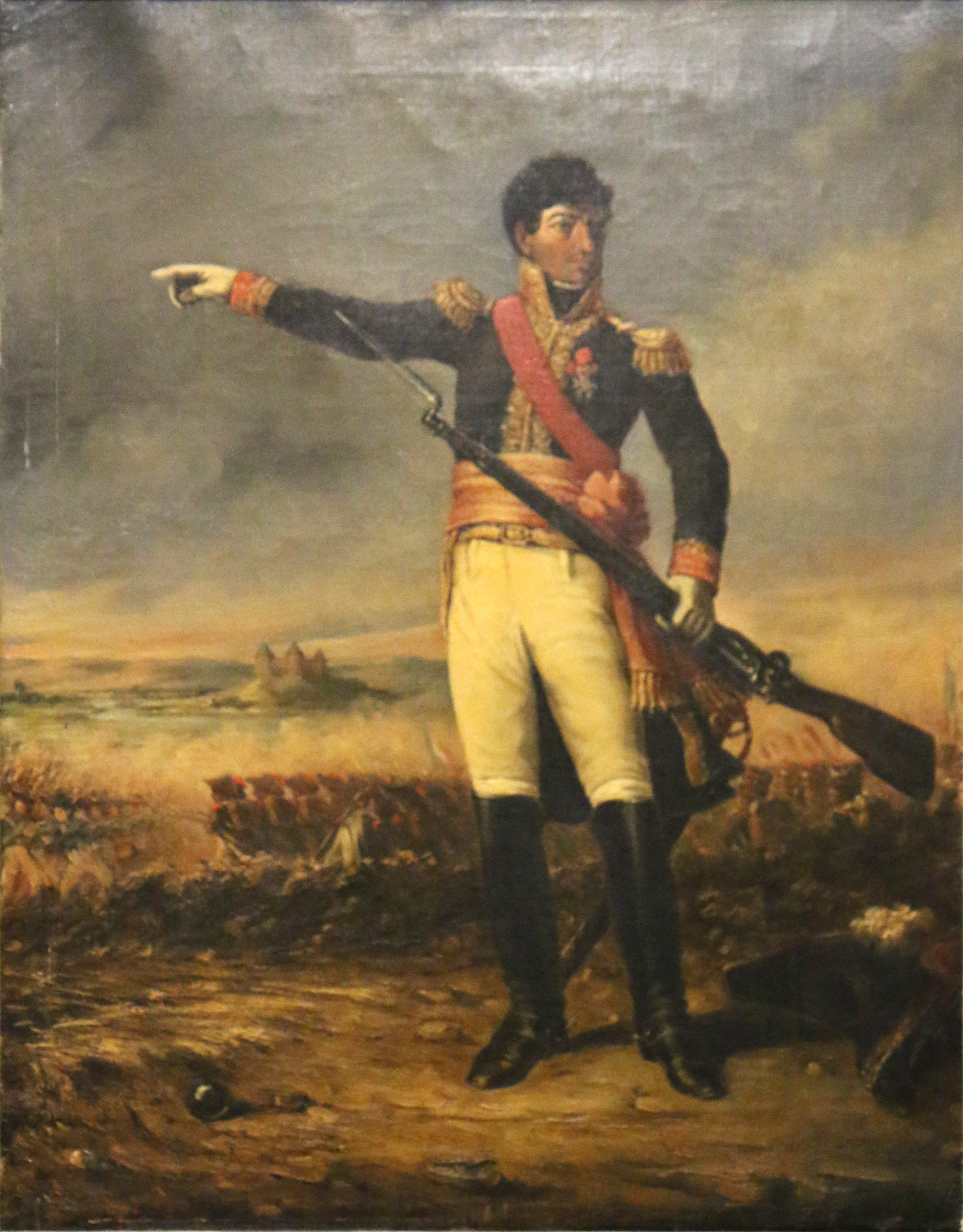
加赞将军在1805年11月11日的迪恩施泰因战役中

在第三次反法同盟时期，加赞最初被任命为驻里尔部队的一位师长，为计划入侵英格兰做准备；他一直呆在那里，直到这个入侵计划被放弃。1805年8月，加赞率领军队的一个师在乌尔姆包围了奥地利人。11月11日，在莫蒂埃元帅的带领下，他的师在向库图佐夫军队的行军中担任法军前卫。当他们穿过狭窄的多瑙河峡谷时，该师在迪恩施泰因附近与主力部队分开。迪恩施泰因是多瑙河畔的小村庄，在十二世纪末以关押狮心王理查的监狱而闻名，加赞和他的师被困在一个狭窄的峡谷中，背后是一支俄罗斯军队，正面是更多的俄罗斯人。法军拼命战斗，度过了惨痛的一天，伤亡达40%。加赞和莫蒂埃最终因大部队的到来而获救。作为对加赞在“不朽的迪恩施泰因战役”中的认可，加赞获得了荣誉军团军官大十字勋章，他的师的幸存者被送往维也纳休养。当奥地利求和时，加赞的师被派往巴伐利亚的维尔茨堡，直到1806年10月普鲁士向法国宣战。
加赞的师在耶拿-奥尔施泰特战役（1806年10月14日）中参加了法国对普鲁士的战斗。在奥斯特罗文卡（1807年2月16日），加赞的军队缴获了三门火炮和两面俄罗斯军旗。随后，他的部队就留在他们的冬季营地。新的和平条约签订后，加赞的军队被派往西里西亚恢复秩序。1808 年，他成为拉佩里埃伯爵。

### 半岛战争早期
1808年10月，加赞的师隶属于第六军团，与让·拉纳元帅一起前往西班牙，并于12月抵达萨拉戈萨。在何塞·德·帕拉福克斯的领导下，这座城市被西班牙守军保卫着。拉纳于1809年1月22日下令发动进攻，以巷战夺取该市；当法国人占领一个街区时，工兵在房屋下方挖出隧道并将其炸毁，这阻止了西班牙士兵溜进他们身后的房屋。该方法有效但费力。加赞的任务是占领坚固的耶稣修道院。帕拉福克斯于2月20日投降。法军第六军团随后占领了阿拉贡北部。
1810年7月，加赞的部队守卫了阿尔坎塔拉附近的埃斯特雷马杜拉山谷。九月，他与西班牙将军拉罗马纳作战。1811年1月，他越过莫雷纳山脉守卫补给。3月15日至21日，他的师围攻并占领了葡萄牙东部的小镇坎波马约尔。他们在那里缴获了50门火炮并俘虏了100名的葡萄牙守军。但法军运送战利品的车队被联军袭击，法军步兵有较大伤亡但缴获的火炮中只有一门损失。
在拉阿尔武埃拉战役中，加赞的师遭到英国人的重创。这支部队由两个步兵旅、一个骑兵旅和40门火炮组成，英军从三面包围了法军。双方的交火造成了大量人员伤亡，据报道，堆放尸体的地方有三四个人高。但英国指挥官科尔本少将犯了一个代价高昂的错误，才使得法军免受更严重的灾难。科尔本的步兵被部署在一个突出的位置，法国骑兵的冲锋对他的部队造成了大量伤亡。然而，法军也伤亡惨重，损失了五面军旗，对其士气和自尊心造成了重大打击。加赞本人在战斗中受伤，返回塞维利亚，在康复期间他被分配到一个参谋职位。

### 1813年的半岛战争
1813年6月，加赞被任命为约瑟夫·波拿巴南方军团的指挥官。约瑟夫在普埃布拉的高地建立了一条长长的防线，葡萄牙军队在左翼，中央军由让-巴蒂斯特·杜洛埃指挥，德隆伯爵和南方军团在南部侧翼。6月21日，罗兰希尔将军和巴勃罗莫里洛将军向山谷的南端移动；加赞和德隆向让-巴蒂斯特·儒尔当请求增援，但军团指挥官全神贯注于对面侧翼发动攻击的可能性，没有派出任何人。加赞和德隆无法就如何应对即将到来的威胁达成一致。在战斗的最初阶段，葡萄牙军队开始撤退。约瑟夫意识到他的南翼无法在希尔和莫里洛面前站稳脚跟，他命令加赞有序撤退。加赞最终撤离了战场。
这是加赞的最后一次野战指挥。加赞先发制人的撤退在法军阵线上造成了缺口，暴露了德隆的军队。德隆尽可能地守住了他的阵地，但他周围防线全部崩溃了。约瑟夫计划有序的撤退变成了溃败。加赞放弃了他所有的大炮。盟军俘获了整个补给车队、所有行李并俘虏了许多法军士兵及家眷，包括加赞的妻子和孩子，后来他们设法重新与加赞见面。失去补给车后，法国军队的困境非常可怕。加赞提到，将军和下属都“只剩下衣服在他们的背上，他们中的大多数人赤脚”。军队的普通士兵也饱受饥饿、暴露和疾病的折磨。当苏尔特指挥新的比利牛斯山脉军团时，加赞成为他的参谋长，直到拿破仑退位。

## 拿破仑的回归和晚年
在百日王朝期间，加赞最初犹豫不决，但最终加入了拿破仑，但他没有什么热情且他没有指挥任何部队。战后，让-巴蒂斯特·儒尔当说服加赞参加1815年11月9日召开的军事法庭，以叛国罪审判米歇尔·内伊。尽管他宣誓效忠于恢复的君主制，忠诚的内伊在拿破仑登陆法国南部后立即效忠拿破仑，并率领一支军团在滑铁卢作战。国王想报复拿破仑的前任元帅，而内伊成为他愤怒的焦点。加赞与内伊的关系始于内伊晋升为师长后不久的法国大革命战争。在温特图尔战役中，加赞是内伊的第一批旅长之一。尽管国王政府会裁定内伊有罪，但军事法庭成员们以5票对2票宣布自己无法做出裁决，并将案件送到贵族院。
一些历史学家认为，内伊被判处死刑是因为军事法庭拒绝对此案采取行动；只有军事法庭才能作出“在特殊情况下有罪”的判决。这样的判决将意味着内伊会被终身监禁，但不会被处决。当军事法庭拒绝作出判决时，内伊的案子被提交给了由新老同行组成的贵族院。这些人可能不会接受内伊的困境；毕竟，他是拿破仑在整个欧洲取得成功的一个非常引人注目的一方。如果一些新同行同情内伊的处境，他们可能也急于证明自己对新政权的忠诚。内伊的命运也成定局。
路易十八最终迫使加赞退休，这位年迈的将军在晚年试图涉足政治，但没有成功。1830年革命后，新国王路易·菲利普使加赞成为法国贵族，加赞在马赛获得了一个师级部队的指挥权。此时，他已经年迈，身体状况不佳，于1832年6月退休，并于1845年4月9日在格拉斯去世。